# Athos (zatoka)
Athos (gr. Κόλπος Αγίου Όρους, Kolpos Ajiu Orus), Zatoka Ajiu Orus – zatoka w północnej Grecji położona pomiędzy dwoma cyplami Chalkidików – Sithonią na zachodzie i Athos na wschodzie. Jest fragmentem Morza Trackiego, stanowiącego północną część Morza Egejskiego. Nazwa pochodzi od półwyspu i góry Athos przy których leży.

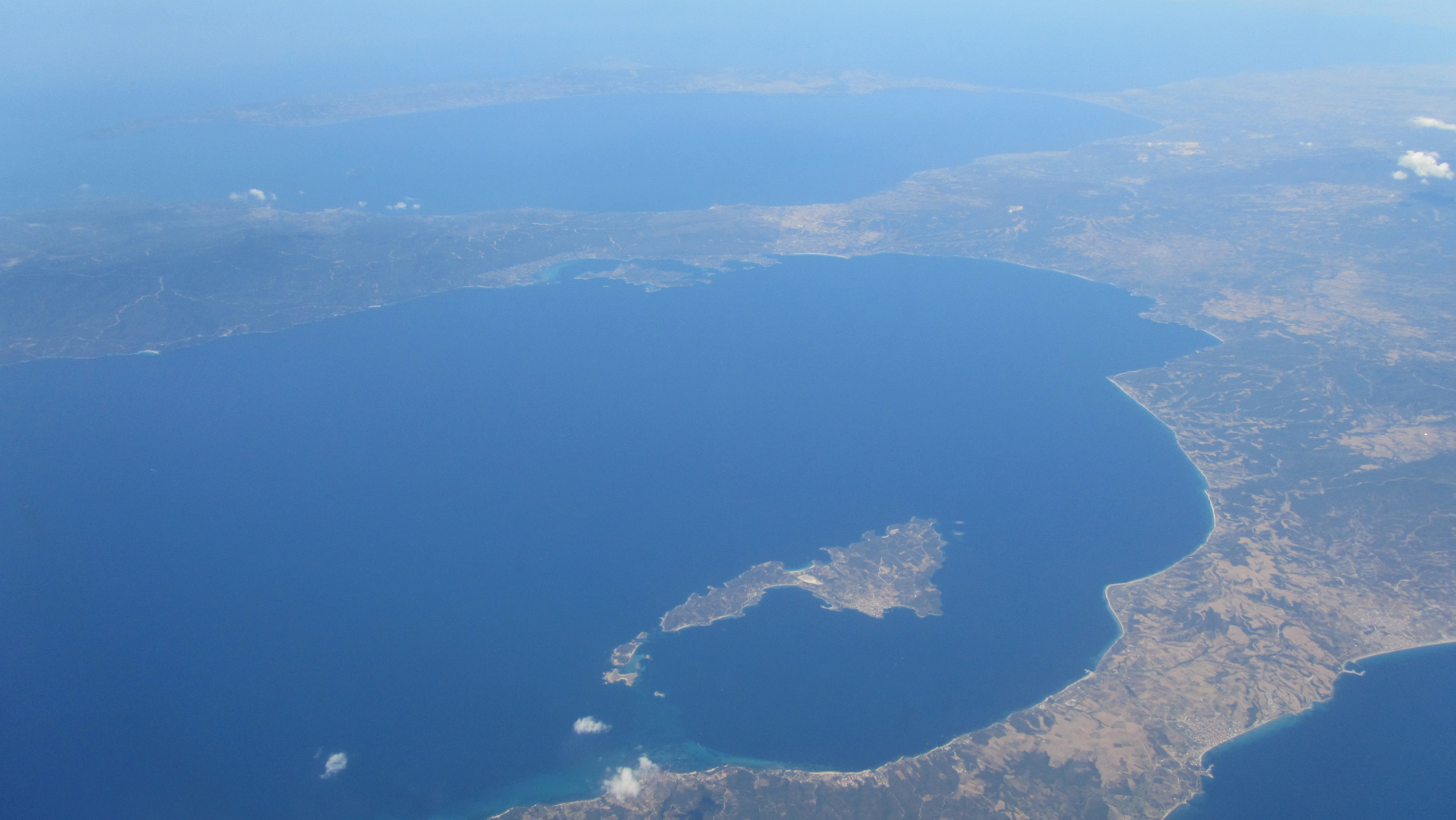
Zdjęcie lotnicze zatoki z wyspą Amuliani

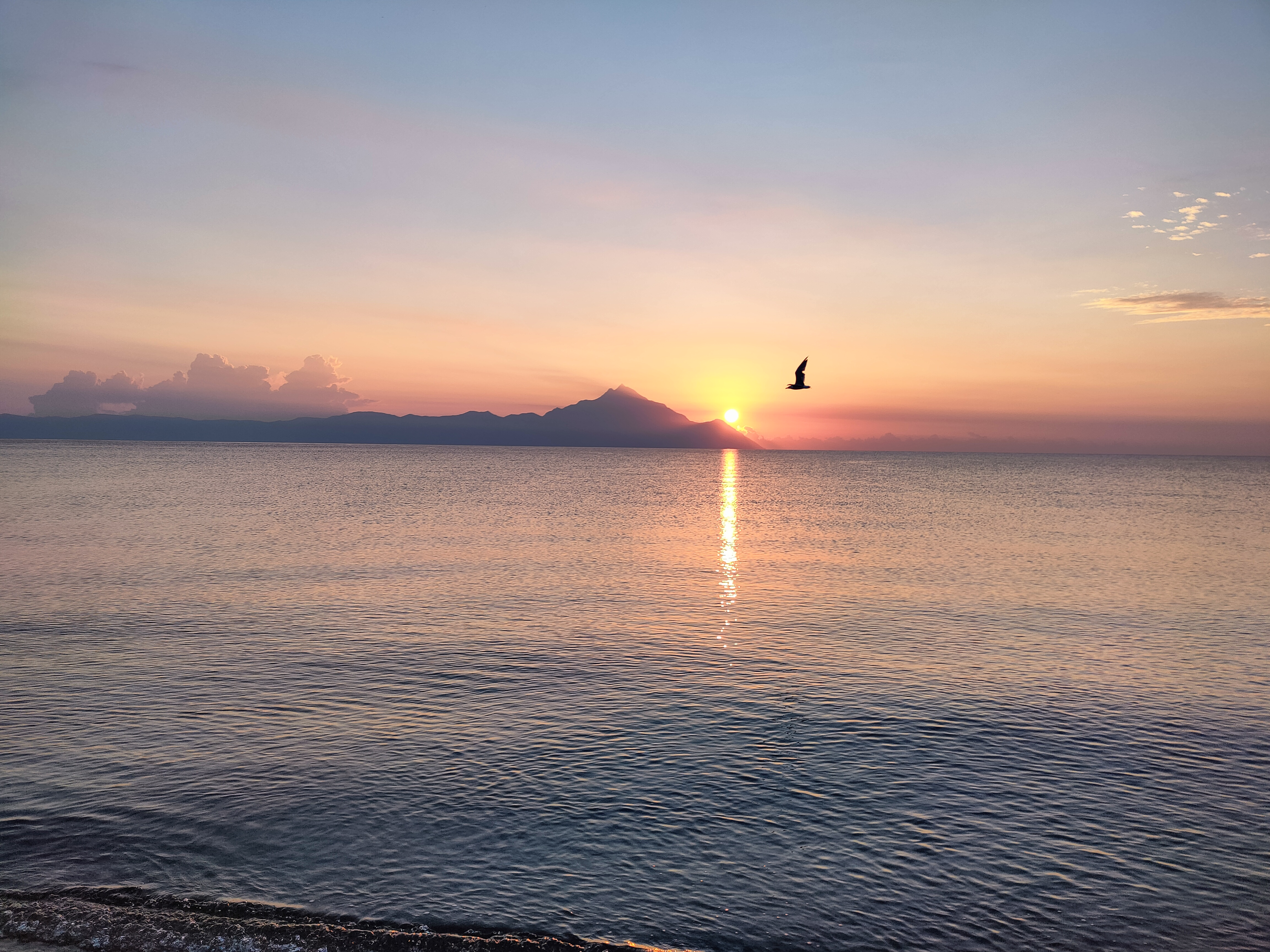
Widok na zatokę i górę Athos z Sarti na Sithonii

Zatoka jest rozciągnięta z północnego zachodu na południowy wschód na długość ok. 50 km, przy szerokości 20 do 25 km. W głębi zatoki znajdują się dwie grupy niewielkich wysp. Jedna u wybrzeży Sithonii, z największą wyspą Diaporos (3,2 km²). Druga w pobliżu nasady półwyspu Athos, z liczącą 12 km² i zamieszkałą Amuliani na czele. Wzdłuż wybrzeża rozsiane są niewielkie miejscowości portowe. Z większych na Sithonii leżą Ormós Panagías, Vourvourou i Sarti, w głębi Chalkidików Pyrgadikia, a u nasady Athos Uranupoli. Na terenie  Autonomicznej Republiki Góry Athos znajdują się liczne monastyry.